# 算盘

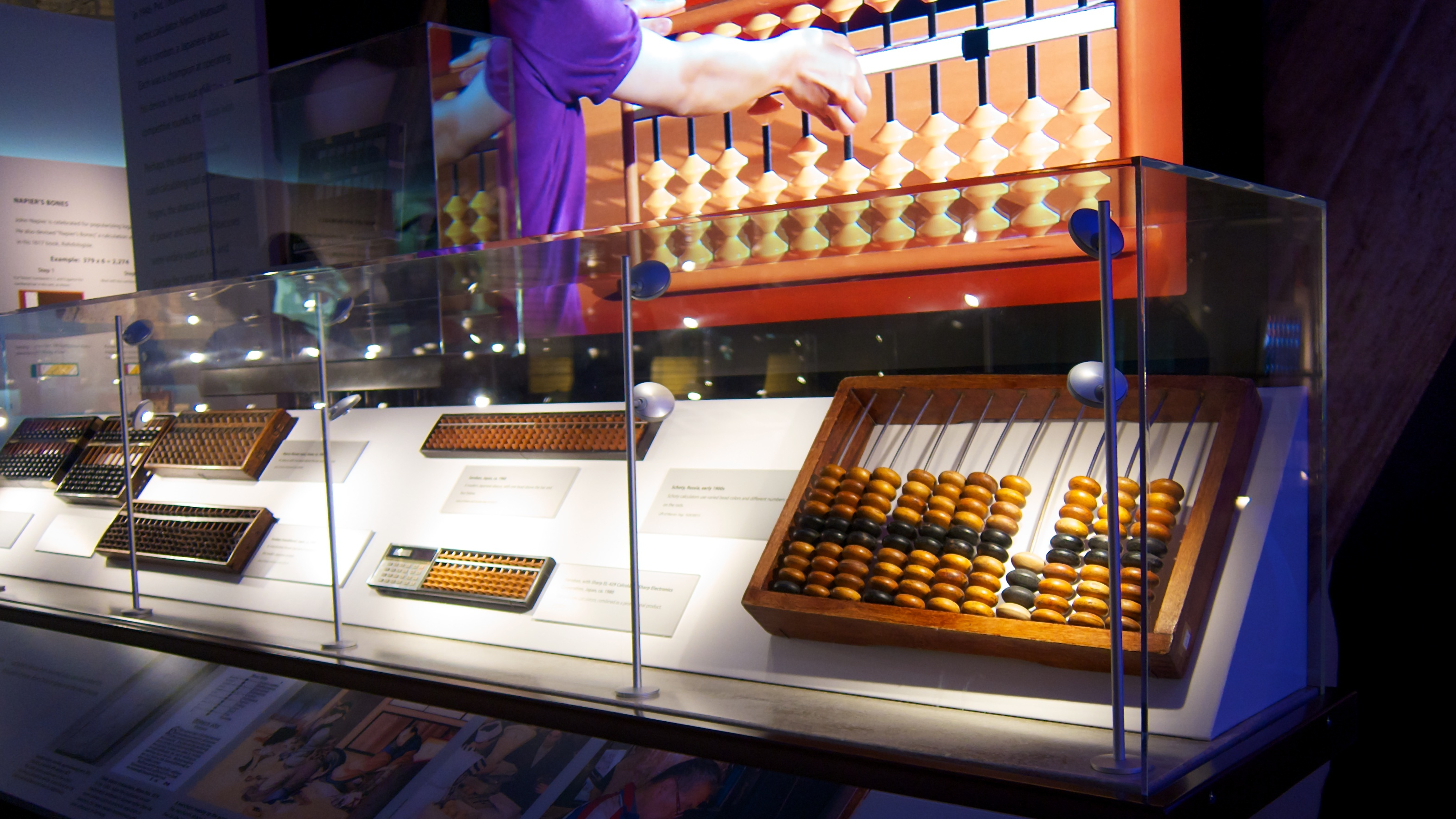
不同地區的算盤

算盘，是以排列成串的算珠作為計算工具，矩形木框内排列一串串等数目的算珠稱為檔。用算盘计算称珠算，珠算有对应四则运算的相应法则，统称珠算法则。尤其在加减法方面。根据珠算演变而来的珠算式心算成了速算技术的一种。由於電子計算機的普及，算盤的使用已接近式微。

## 起源
在西元前2400年的巴比倫就可能有算盤，在西元前五世紀希臘的希羅多德有紀錄埃及人有使用，後來其希臘字成為拉丁文、英文的abacus。
在中國，隸首傳說發明珠算，見於東汉末三国时期徐岳撰、北周汉中郎甄鸾注的《數術記遺》：「隸首注術，乃有多種，及余遺忘，記憶數事而已。其一積算...其一珠算，其一計算。」此書也记述中国古代太一算、两仪算、三才算等早期算盘。

## 各地的傳統算盤

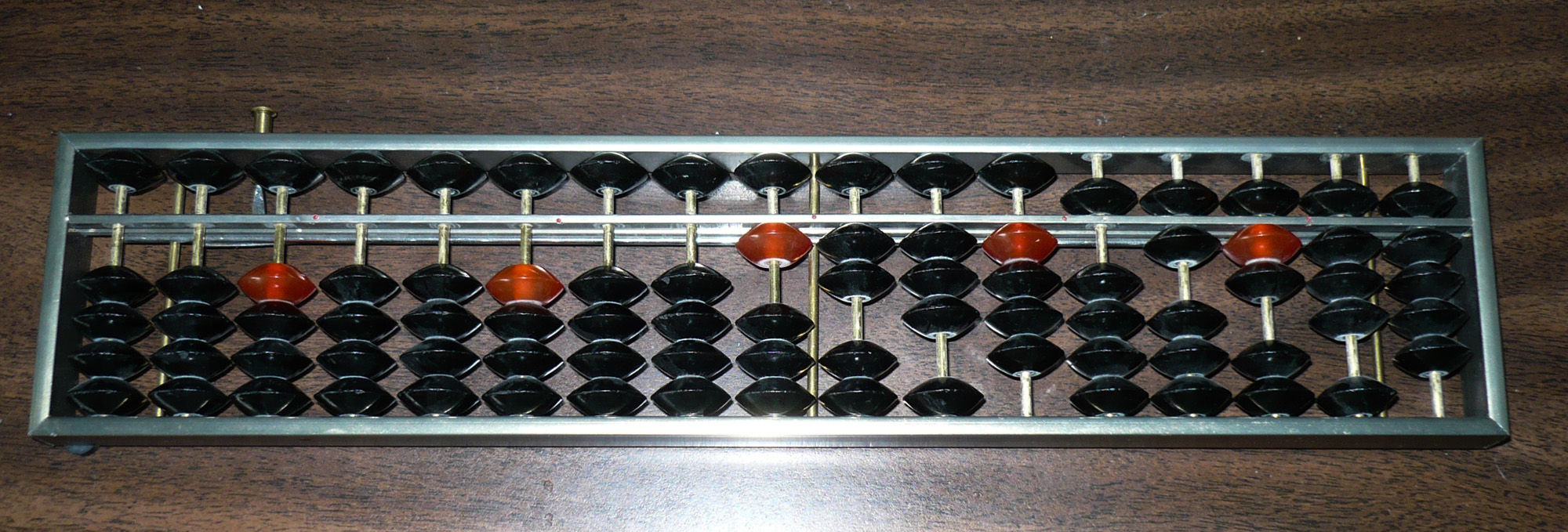
中国制造的新型一四珠菱珠算盘

### 東亞
漢字文化圈的傳統之算盤的特點是設有橫樑。
隨著使用一四珠算盤的日本珠心算傳播，現在世界各地使用一四珠算盤也很普遍，各地還有製作改良的一四珠算盤，其中一款中國製造的一四珠算盤為铝框塑料珠算盘，上档一珠下档四珠，另有“清盘”按钮，按下清盘按钮，立时将上档珠子拨至上位，将下档珠子拨往下位，即刻清盘，便于使用。

#### 中國

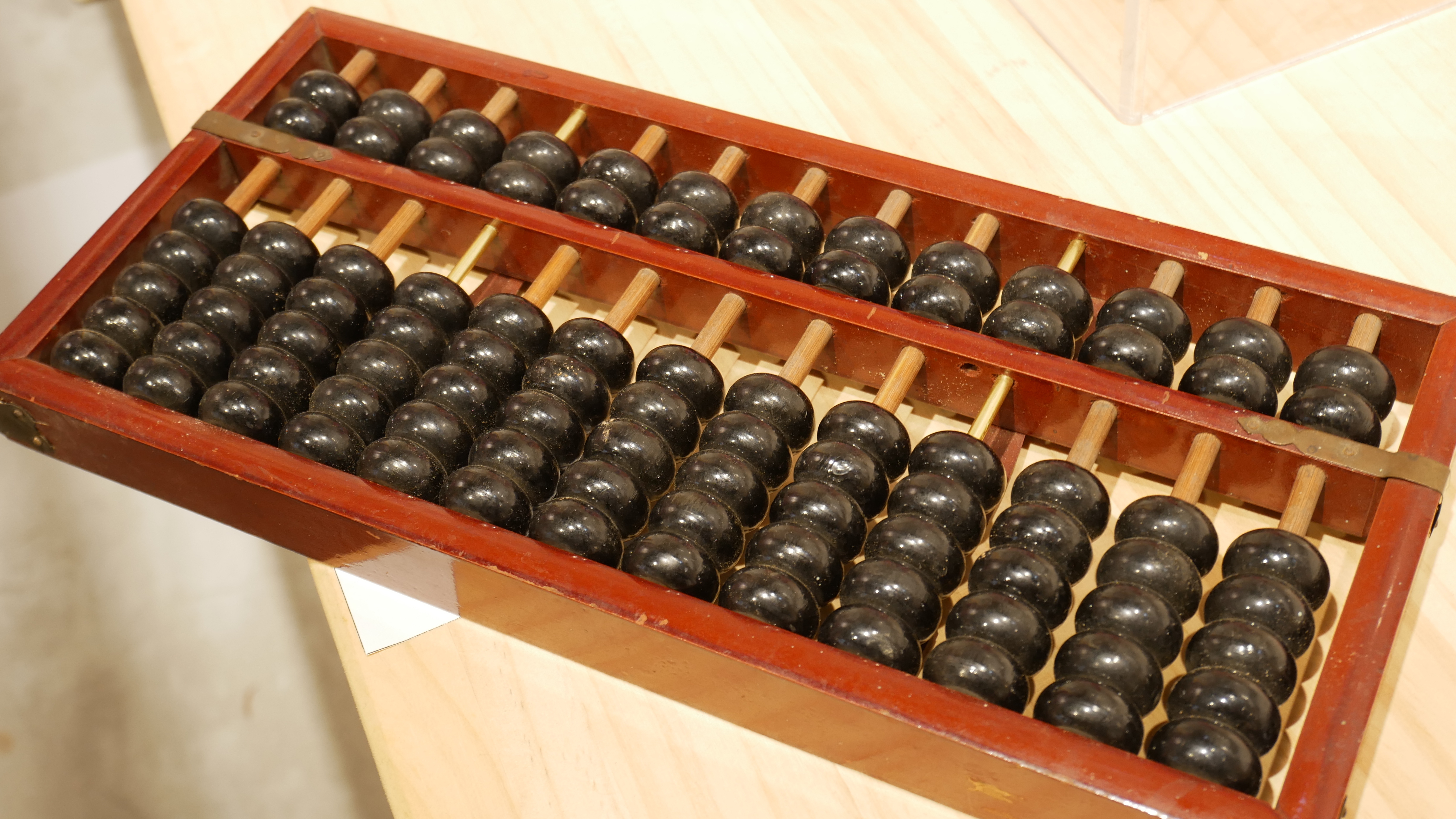
大稻埕乾元參藥行中式算盤

中國算盤的雛型是汉代的筹算，珠子為橢圓形。宋代或之前為採用上一珠、下四珠的形式，上一珠當五，下一珠當一，「隨手撥珠，便成答數」，「珠動則數出」，可表現十進制數，故算盤設計為一四珠算盤。
明代之算盤開始出現採用上一珠、下五珠的形式，上一珠當五，下一珠當一，「隨手撥珠，便成答數」，「珠動則數出」，可表現十二進制或以下任何數進制，故算盤設計為一五珠算盤。
明代後期開始出現的算盤款式，採用上二珠、下五珠的形式，上一珠當五，下一珠當一，「隨手撥珠，便成答數」，「珠動則數出」，可表現十六進制或以下任何數進制，而因為當時的計算方式是一斤十六兩，也就是代表十六進制，故算盤設計為二五珠算盤。

#### 日本

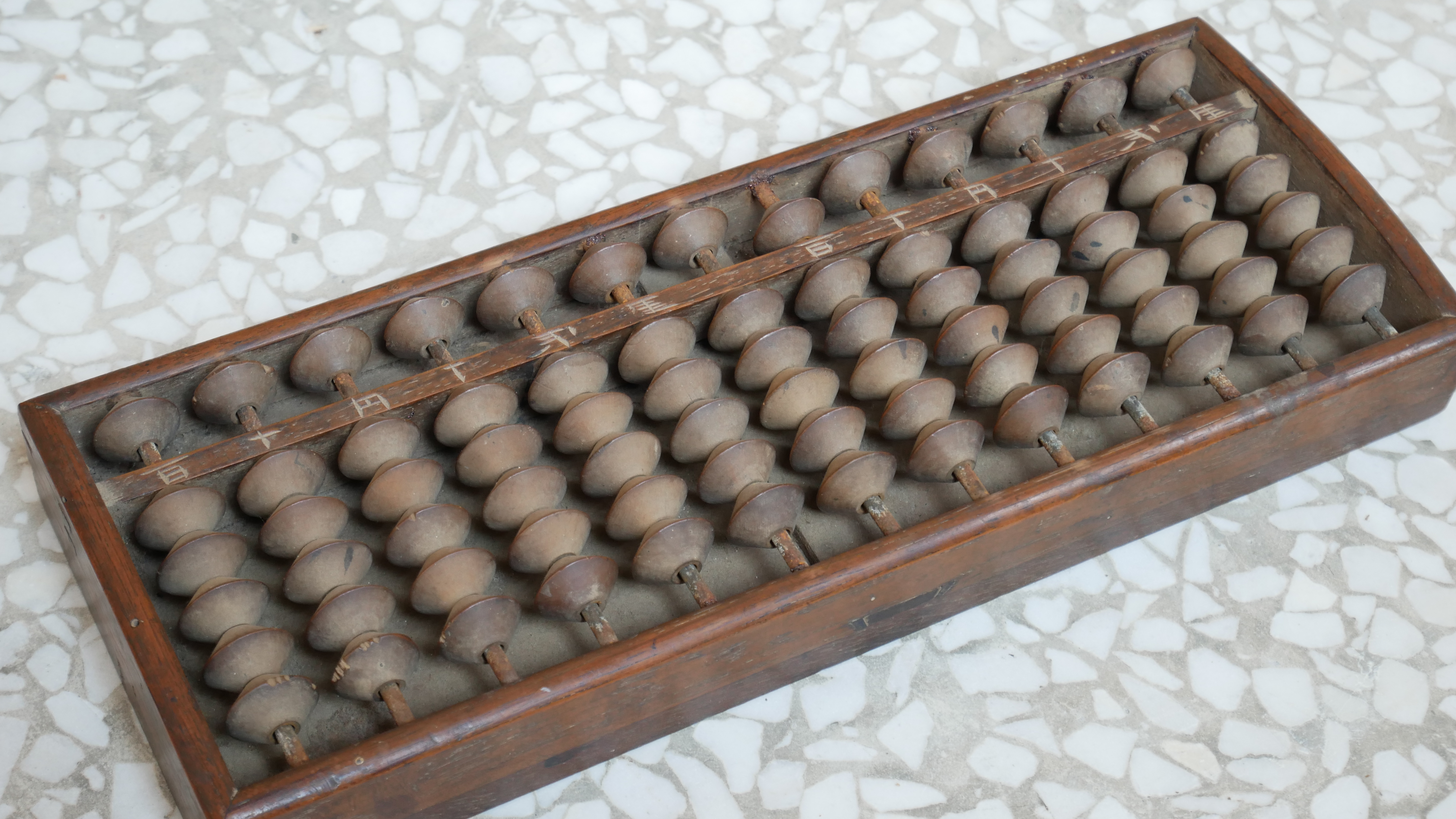
日式算盤

日本算盘是在室町時代从中国传入的一四珠算盤，採用上一珠、下四珠的形式，上一珠當五，下一珠當一，可表現十進制數，故算盤設計為一四珠算盤。算珠一直保持為菱形。普遍使用商除法而不用归除法；同时为了使乘除位数一致改用隔位乘。後來日本曾有梁上三珠的35位算盘（稱為「天三算盤」），现为山形市山寺村的伊泽荣次收藏。也有二五珠算盤。
雲州算盤是日本的一種算盤，因其品質以及販賣到全國各地的政府機關而爲人所知，於1985年被指定為。

#### 朝鮮半島
朝鮮從高麗王朝起從中國宋朝傳入一四珠算盤，於朝鮮王朝再從中國明朝傳入一五珠算盤和二五珠算盤，沿用至今。當地稱算盤為籌板／珠板（／）或數板（／）。

### 古羅馬

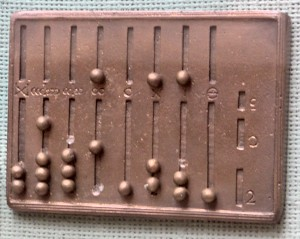
復原的羅馬式算盤

古罗马曾出现过一种带槽的金属算盘，槽中放着石子，上下移动石子进行计算。当时罗马人不用十进制，也没有数位的概念，不過設有二分位珠、三分位珠及四分位珠，可表現介乎十二分之一至十一之分數，然而罗马算盘运算笨拙，最终未能流行。古罗马人博伊斯的《几何学》中亦记载了一种罗马算盘的构造及用法，这种算盘不用石子做算盘子，用的是标有数字的状似锥体的圆台做算子，将算子放入算盘不同的档中进行计算。

### 印加

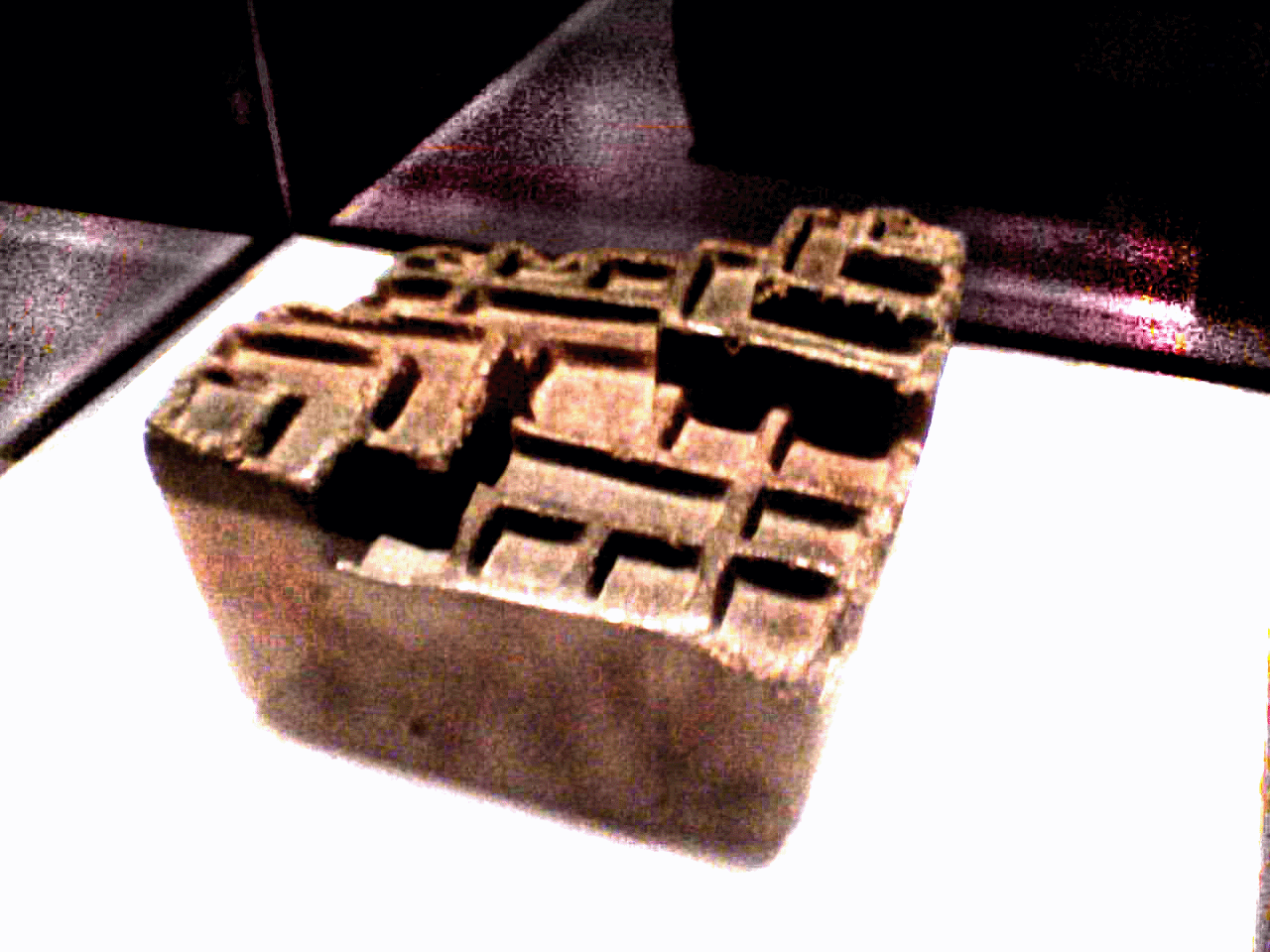
印加式算盤

印加曾出現一種算盤，上面有多格，放上石子進行計算。

### 俄羅斯式算盤

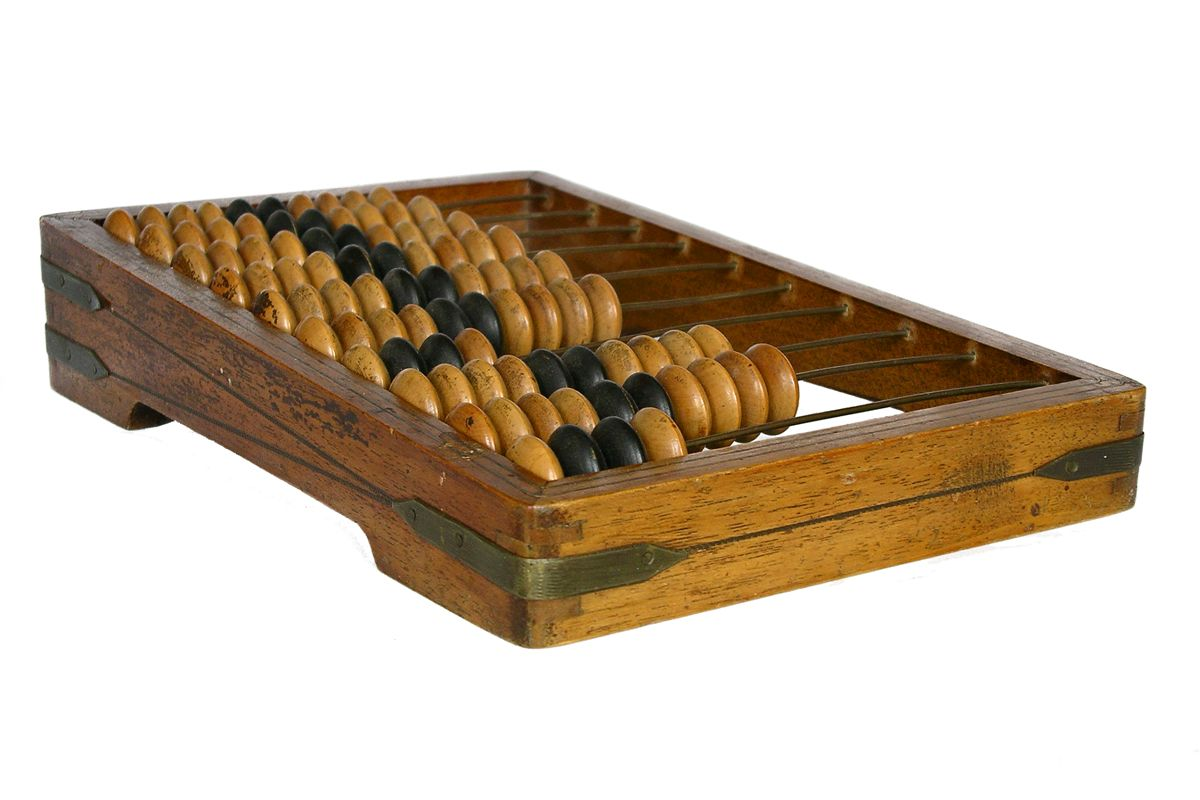
俄羅斯算盤

俄罗斯式算盘单纯采用十进制，没有東亞算盤中间的横梁，除了其中一檔只有四顆算珠外，每档有十颗算珠，每个算珠表示一个单位，杆微微向上彎曲呈拱橋狀。俄羅斯算盤使用時，一般為檔橫向，算珠左右移動。由於價格便宜，使用方便，在前蘇聯時期廣泛應用於商店、市場，直至1990年代，珠算也是學校的必修課程。

## 其他算盤類型

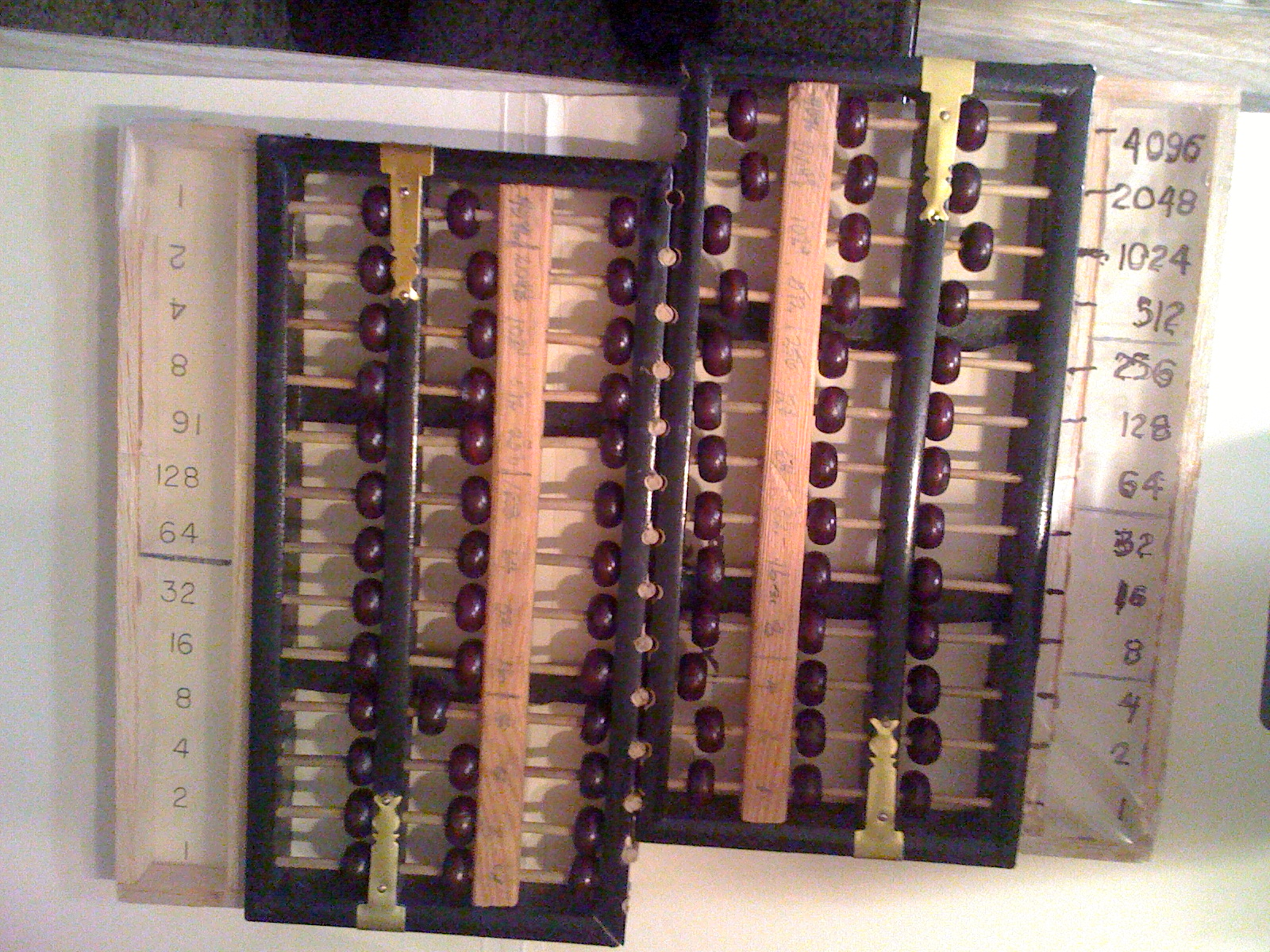
二進制算盤

### 二進制算盤
二進制算盤是用來展示電腦如何用二進制處理各種數據。

### 教具算盤

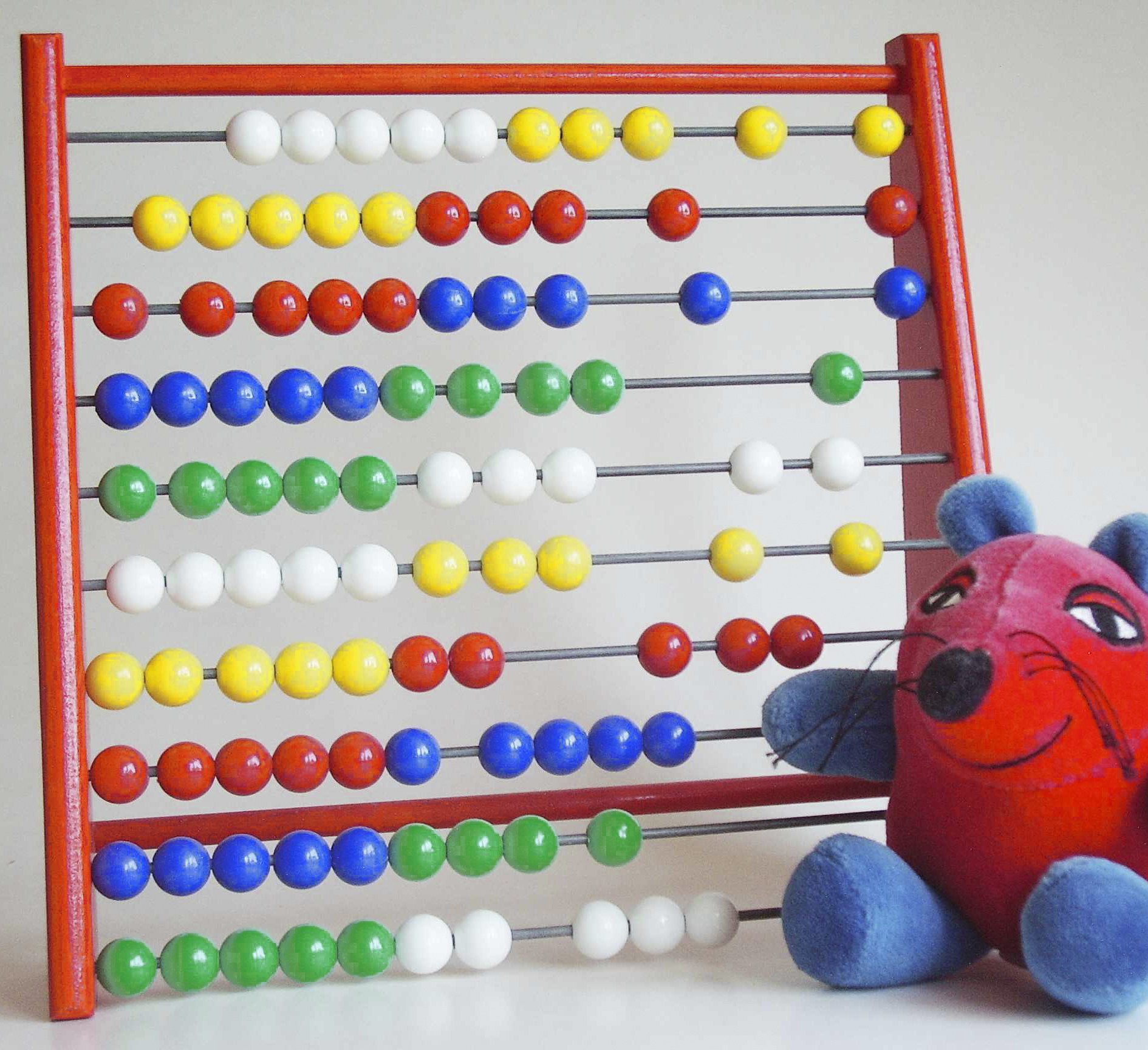
教具算盤

教具算盤是用作兒童數字概念及算術啟蒙教育的教具，多在學前教育或初等教育中使用，或作為兒童教育玩具。

## 其他的计算工具
- 算表
- 算筹
- 納皮爾的骨頭
- 計算尺